# Episodi di SOKO - Misteri tra le montagne (quindicesima stagione)
La quindicesima stagione della serie televisiva SOKO - Misteri tra le montagne è stata trasmessa in anteprima in Austria da ORF 1 tra il 5 febbraio 2016 e il 6 maggio 2016.
| nº | Titolo originale   | Titolo italiano            | Prima TV Austria | Prima TV Italia   |
| -- | ------------------ | -------------------------- | ---------------- | ----------------- |
| 1  | Blutgericht        | Testimone involontario     | 5 febbraio 2016  | 20 agosto 2022    |
| 2  | Racheengel         | Gli angeli della vendetta  | 12 febbraio 2016 | 27 agosto 2022    |
| 3  | Gottvater          | Abuso di potere            | 19 febbraio 2016 | 27 agosto 2022    |
| 4  | Ein Mords-Spaß     | Spasso mortale             | 26 febbraio 2016 | 3 settembre 2022  |
| 5  | Mord-Rezepte       | Ricette di morte           | 4 marzo 2016     | 3 settembre 2022  |
| 6  | Rasant in den Tod  | La discesa della morte     | 11 marzo 2016    | 10 settembre 2022 |
| 7  | Unsterblich        | Finché morte non ci separi | 18 marzo 2016    | 10 settembre 2022 |
| 8  | 15 Minuten         | 15 Minuti                  | 1º aprile 2016   | 17 settembre 2022 |
| 9  | Der schönste Tag   | Il matrimonio è una guerra | 5 aprile 2016    | 17 settembre 2022 |
| 10 | Amour Fou          | Amore folle                | 12 aprile 2016   | 24 settembre 2022 |
| 11 | Kaspressknödel XXL | La forma perfetta          | 22 aprile 2016   | 24 settembre 2022 |
| 12 | Bling Bling tot    | Il lusso di uccidere       | 29 aprile 2016   | 1 ottobre 2022    |
| 13 | Ausgeliefert       | Attimi di follia           | 6 maggio 2016    | 1 ottobre 2022    |